# Stéphane Bozzolo
Pour les articles homonymes, voir Bozzolo (homonymie).
Stéphane Bozzolo, né le 2 mai 1975 à Épinal, est un athlète handisport français.
Il est maintenant kinésithérapeute au CHRU de nancy et est dans le staff de l’équipe d’athlétisme paralympique française. 

## Carrière
Stéphane Bozzolo participe à quatre éditions des Jeux paralympiques. Aux Jeux paralympiques d'été de 1996 à Atlanta, il est champion paralympique du saut en longueur F11 et médaillé d'argent du pentathlon P11. Il est champion paralympique du saut en longueur F12 et médaillé d'argent du pentathlon P12 aux Jeux paralympiques d'été de 2000 à Sydney. Il n'obtient pas de médaille aux Jeux paralympiques d'été de 2004 à Athènes. Aux Jeux paralympiques d'été de 2008 à Pékin, il est médaillé de bronze du relais 4x100 m T11-13.